# 방글라데시 이름
방글라데시 이름 또는 벵골 이름은 벵골어를 사용하는 국가(방글라데시)에서 개인 이름은 하나 또는 여러 개의 주어진 이름과 성으로 구성된다. 주어진 것은 보통 성별에 따라 다르다. 이름은 일반적으로 서양식 순서로 "성, 이름"으로 인용되지만, 이 관습은 서양에서 채택되지도 않고 보편적이지도 않다. 개인 이름은 일반적으로 종교에 따라 다르며 아랍어, 페르시아어, 산스크리트어, 팔리어와 같은 다른 언어에서 기원을 찾을 수도 있지만, 벵골어에 따라 사용되고 발음된다.

## 성씨
벵골 이슬람교 가족은 대부분 아랍어에서 유래한 이름을 사용하며, 페르시아어와 벵골어가 그 뒤를 잇는다. 방글라데시의 이슬람교도들 사이에는 몇 가지 다른 명명 규칙이 있다. 이름의 구조에 대한 고정된 체계는 없다. 많은 사람들이 실제로 성을 사용하지 않기 때문에, 한 가족의 구성원들은 다른 성을 가질 수 있다. 방글라데시의 무슬림들은 가족 내에서 동일한 성을 갖지 않는 지배적인 이름 스타일 때문에 같은 가족 내에서 다른 성을 사용하는 시스템이 비무슬림에게도 따를 수 있다. 벵골 힌두교 가족은 산스크리트어에서 유래한 이름을 사용하며, 그 뒤를 벵골어가 따른다. 아래에 나열된 많은 이름을 사용합니다. 그들의 이름 중 일부는 영국의 영향으로 채터지와 같이 다소 단축되고 변경되었다. 일부 성씨는 초두리, 소카르, 비슈와스와 같은 모든 종교에서 공통적일 수 있다.

## 이니셜 및 접두사
무함마드, 모함메드, 모하메드, 모함마드, 모함모드, 무함모드는 많은 무슬림 남성들의 이름 앞에 사용되는 일반적인 접두사이며, 종종 그 사람을 지칭할 때 사용되는 이름으로 간주되지 않는다. 많은 경우, "무함마드" 접두사는 মোঃ("Md.", "MD.")로 단축된다. 다른 일반적인 접두사는 체계적이지 않는다. 접두사는 종종 이름으로 사용되며 지정된 이름은 중간 이름 또는 성으로 표시된다.